# جيانفرانكو بيدين
جيانفرانكو بيدين (بالإيطالية: Gianfranco Bedin)‏؛ من مواليد 24 يوليو 1945) هو لاعب كرة قدم إيطالي سابق لعب كلاعب خط وسط دفاعي. بدأ بيدين مسيرته مع إنتر ميلان، ولعب مع الفريق لمدة عقد، وكان جزءًا من فوزهم في كأس أوروبا عام 1965؛ كما لعب لاحقًا مع سامبدوريا وفاريزي وليفورنو وروندينيلا. على المستوى الدولي، خاض أيضًا 6 مباريات مع منتخب إيطاليا لكرة القدم بين عامي 1966 و1972.